# Sandy Brondello
Sandra Anne Brondello, detta Sandy (Mackay, 20 agosto 1968), è un'ex cestista e allenatrice di pallacanestro australiana, professionista nella WNBA.

## Carriera

### Giocatrice
È stata selezionata dalle Detroit Shock al quarto giro del Draft WNBA 1998 (34ª scelta assoluta).
Con l'Australia ha disputato quattro edizioni dei Giochi olimpici (Seul 1988, Atlanta 1996, Sydney 2000, Atene 2004) e quattro dei Campionati mondiali (1990, 1994, 1998, 2002).

### Allenatrice
Ha guidato l'Australia ai Giochi olimpici di Tokyo 2020, a due edizioni dei Campionati mondiali (2018, 2022) e ai Campionati asiatici del 2019.

## Palmarès

### Giocatrice
- Migliore tiratrice di liberi WNBA (1998)

### Allenatrice
- Campionato WNBA: 1

Phoenix Mercury: 2014